# 고메노키역
고메노키역(일본어: 米野木駅, こめのきえき)은 일본 아이치현 닛신시에 소재하는 나고야 철도 도요타선의 역이다. 역 번호는 TT05이다.

## 역 구조
상대식 승강장 2면 2선의 고가역이다. 역 집중 관리 시스템이 도입된 무인역으로, 도요타 시 역에서 원격 관리되고 있다.

### 승강장
| 번호 | 노선        | 방향 | 행선                                        |
| ---- | ----------- | ---- | ------------------------------------------- |
| 1    | ■ 도요타 선 | 상행 | 도요타 시 방면                              |
| 2    | ■ 도요타 선 | 하행 | 아카이케・후시미・가미오타이・이누야마 방면 |

## 역 주변
주변에는 나고야 상과 대학, 중부 대학 제일 고등학교, 아이치 현 닛신 고등학교나 덴소 기초 연구소, 일본 자동차 부품 종합 연구소를 비롯한 연구 시설 및 연수 센터 등이 집중되어 있는 고메노키 연구 개발 지구도 있고 많은 학생들과 인근 관공서, 기업 직원들이 이용한다.
21세기 초까지는 위 시설과 조그마한 민가의 외에는 논밭이나 대나무, 잡목림이 일고 있었지만, 2005년 아이치 엑스포가 개최되었을 때, 주택지로의 전환을 내다본 대규모 주차장 용지 조성이 진행되며 엑스포 행사장 셔틀 버스 발착점이 되었다. 엑스포 폐막 후는 예정대로 광활한 주차장 철거지에서 택지 개발이 진행되어 역 주변의 인구가 급증하였다.
2007년 10월 5일의 닛진 시도 "미나미야마노테 선" 개통과 현도 이와사쿠모로와 선의 개량에 따라, 고메노키 역 주변 재개발이 진행되며 차량 진입 방법이 변경되었다. 버스 터미널 역 광장에 일반 차량의 출입구는 기존의 현도로에서 직접 진입하는 통로가 폐지되었으며 신설된 고메노키 역 북쪽 사거리에서 미나미야마노테 선을 경유한 새로운 루트를 사용하게 되었다.
현재 닛신 고메노키 역 특정 토지 구획 정리 사업이 역에 인접한 북부쪽에 시공되었고 주택지로는 2007년 이후, 레이브 닛신(토요타 자동차 독신 기숙사)을 비롯한 고층 아파트 단지, 상업 지역에는 슈퍼 마켓이 2011년 9월 16일 개점하였다. 구획 정리 사업이 마무리되는 2014년도에는 4178명(1266채)의 역전 주택 지역이 탄생할 계획이다.
- 수자원 기구 아이치 용수 종합 사업부(아이치 연못)
- 아이치 현 종합 교육 센터
- 아이치 현 오와리 동부 정수장
- 아이치 현 수질 시험소
- 아이치 현립 닛신 고등학교
- 닛신 시립 히가시 초등학교
- 아이치 국제 병원
- 아즈마 치과
- 고메노키 치과
- 고메노키 패밀리 클리닉
- 사쿠라 동물 클리닉
- 카레의 챔피언 닛신점
- 닛신 고메노키 우편국
- 아이치 연못(도고 조정지)
- 아이치 연못 조정장
- 나고야 상과 대학
- 중부 대학 제일 고등학교
- 아이치 국제 학원
- 요네노노기다이니시 보육원
- 중부 전력 인재 개발 센터
- 덴소 기초 연구소
- 마키타 닛신 사업소
- 가나레 전기 나고야 본사
- 닛신 풋살 경기장

## 역사
- 1979년 7월 29일: 개업.
- 2003년 10월 1일: 트랜 패스 사용 개시에 따라 역 집중 관리 시스템 도입, 무인화.
- 2011년
  - 2월 7일: 휠체어 대응 엘리베이터, 장애자 대응형 화장실 설치.
  - 2월 11일: IC카드 승차권 "manaca" 공용 개시.
- 2012년 2월 29일: 트랜 패스 공용 종료.

## 인접역
| 나고야 철도 ■ 도요타선  | 나고야 철도 ■ 도요타선 | 나고야 철도 ■ 도요타선       |
| ----------------------- | ---------------------- | ---------------------------- |
| TT06 닛신 아카이케 방면 |                        | 구로자사 TT04 도요타 시 방면 |